# Richton (Mississippi)
Pour l’article homonyme, voir Richton Park.
Richton est une ville américaine située dans le comté de Perry, dans le Mississippi. Selon le recensement de 2020, sa population est de 920 habitants.